# Oldfieldthomasiidae
Az Oldfieldthomasiidae az emlősök (Mammalia) osztályának a Notoungulata rendjébe, ezen belül a Typotheria alrendjébe tartozó család.

## Tudnivalók
Az Oldfieldthomasiidae-fajok Dél-Amerika területén éltek, a késő paleocén korszaktól a középső eocén korszakig. Ez az állatcsalád, az angol zoológusról, Oldfield Thomasról kapta a nevét.

## Rendszerezés
A családba az alábbi 8 nem tartozik:
- †Colbertia
- †Itaboraitherium
- †Kibenikhoria
- †Maxschlosseria
- †Oldfieldthomasia
- †Paginula
- †Tsamnichoria
- †Ultrapithecus

### Fordítás
- Ez a szócikk részben vagy egészben  az   Oldfieldthomasiidae című angol Wikipédia-szócikk fordításán alapul.  Az eredeti cikk szerkesztőit annak laptörténete sorolja fel. Ez a jelzés csupán a megfogalmazás eredetét és a szerzői jogokat jelzi, nem szolgál a cikkben szereplő információk forrásmegjelöléseként.